# 迷踪：第9鹰团
《迷踪：第9鹰团》（英語：The Eagle）2011年在美国和英国上映的史诗片，主演是查尼·泰坦、杰米·贝尔、唐纳德·萨瑟兰、马克·史壮，导演是凯文·麦克唐纳。本片是由傑洛米·布洛克改編自羅斯瑪麗·蘇特克里夫的冒險小說《第9軍團》。故事講述了一位年輕的羅馬軍官試圖找出他父親與第9軍團在不列顛神秘失蹤的真相與散失的羅馬鷹旗的故事。故事的背景是基於第九「西班牙」軍團在不列顛失踪的真實歷史事件，第九軍團在不列顛北部神秘的消失一直是被各方史學家所爭論的話題。

## 剧情
公元前46年，罗马凯撒大帝在西班牙征伐时建立“第九军团”，公元前41年，屋大维对第九军团进行改编，其独特的排兵布阵技巧让它名震欧洲大陆。
公元2世纪，罗马帝国入侵英格兰，第九军团神秘失踪。
公元140年，第九军团消失在英格兰北部加勒多尼亚，马库斯·弗拉菲·乌亚居拉是一个年轻的百夫长，他到达英格兰，被任命为一个要塞司令官。马库斯的父亲曾经在罗马军团服役，后来在英格兰时运不济而死亡。罗马军团消失在英格兰时，权杖跟着消失。马库斯来到英格兰叔叔家养伤的时候，听说权杖出现在英格兰，于是他便开始了寻找权杖和第九军团之路。

## 主演
| 中文名        | 角色中文名             | 备注                 |
| ------------- | ---------------------- | -------------------- |
| 查尼·泰坦     | 马库斯·弗拉菲·乌亚居拉 |                      |
| 杰米·贝尔     | 艾斯卡                 | 奴隶，马库斯的仆人。 |
| 唐纳德·萨瑟兰 | 马库斯的叔叔           |                      |
| 马克·史壮     | 卢修斯                 |                      |
| 塔哈·拉希姆   | 王子                   |                      |
| 丹尼斯·欧哈拉 | 路图瑞斯               |                      |
| 戴金·马修斯   | 议员克劳迪斯           |                      |
| 皮皮·卡特     | 普莱西德斯公使         |                      |
| 尼德·丹尼希   | 部族首领               |                      |

## 制作
该片改编自罗斯玛丽·苏特克里夫于1954年出版的小说罗斯玛丽·苏特克里夫《第9军团》，1977年曾被英国英国广播公司（BBC）改编成电视剧。
该片源自真实的历史，公元120年罗马帝国第九军团神秘失踪。
该片展示了不列颠群岛上冷兵器战争的壮阔豪迈。
该片没有女人和爱情剧情戏份。
导演麦克唐纳谈到该片进入中国大陆市场的时候说：“中国对于我来说是一个神秘而遥远的国家，拥有相当悠久的历史和文化传统。在那里也有很多没有解开的历史谜题，例如关于秦始皇的很多传说。我相信那里的观众对《迷踪：第九鹰团》这部电影会感兴趣，更何况除了历史之外，我们还有很好的演员以及出色的动作场面。”

## 評價
該片口碑一般。根据評論匯總网站爛番茄汇总的158篇评论文章，39%的评论家给予该作正面评价，平均打分为5.30分（满分10分）。在Metacritic網站上得到55/100分（35位影評人）。CinemaScore調查觀眾口碑，該片得到「C+」。